# 瑞典廣播電台第一套節目
瑞典廣播電台第一套節目（瑞典語：Sveriges Radio P1）是瑞典廣播電台一條於1925年開播的電台頻道，為瑞典首條和最具歷史的電台頻道。這條頻道播放新聞、文化、廣播劇、辯論、科學、哲學、意見表達以及國際議題等各個類型節目，並由2015年1月13日開始每日24小時不停廣播。
1. ↑  .   [2021-05-16]. （原始内容存档于2016-03-04）.